# Egerviadukt (Cheb)
Der Egerviadukt ist eine Eisenbahnbrücke über die Eger (Ohře) bei Cheb in Tschechien.

## Geschichte
Errichtet wurde die Brücke bis 1865 durch die Königlich Sächsischen Staatseisenbahnen für die Strecke der Vogtländischen Staatseisenbahn von Herlasgrün über Oelsnitz/Vogtl. und Franzensbad nach Eger. Insgesamt kostete der Bau fast 500.000 Taler. Der Viadukt besteht aus elf 19,8 m weiten und vier kleineren Bögen. Beidseitig schließen sich noch anfangs über 20 m hohe, mehrere hundert Meter lange Dämme an.
Am 1. November 1865 wurde der Zugbetrieb über den Viadukt aufgenommen. Neben der sächsischen Strecke Herlasgrün–Eger führte auch das Gleis der bayrischen Bahnstrecke Cheb–Oberkotzau der Hof-Egerer Eisenbahn über die Brücke.
Zum Ende des Zweiten Weltkriegs am 12. April 1945 wurde der Egerviadukt bei einem Bombenangriff der US Air Force so schwer getroffen, dass kein Zugverkehr mehr möglich war. Im Schadensbericht der Deutschen Reichsbahn vom 13. April 1945 werden folgende Schäden vermerkt:
- Volltreffer an Pfeiler I, IV, XV
- Volltreffer an Öffnung 1, 2, 9, 10, 15, 16
- Treffer an Öffnung 4 und Pfeiler V

Am 19. Mai 1951 war der Wiederaufbau der Brücke in alter Form abgeschlossen. Seitdem führt nur noch ein Gleis über die Brücke, was wegen des gesunkenen Verkehrsaufkommens bis heute ausreichend ist.